# Премьера

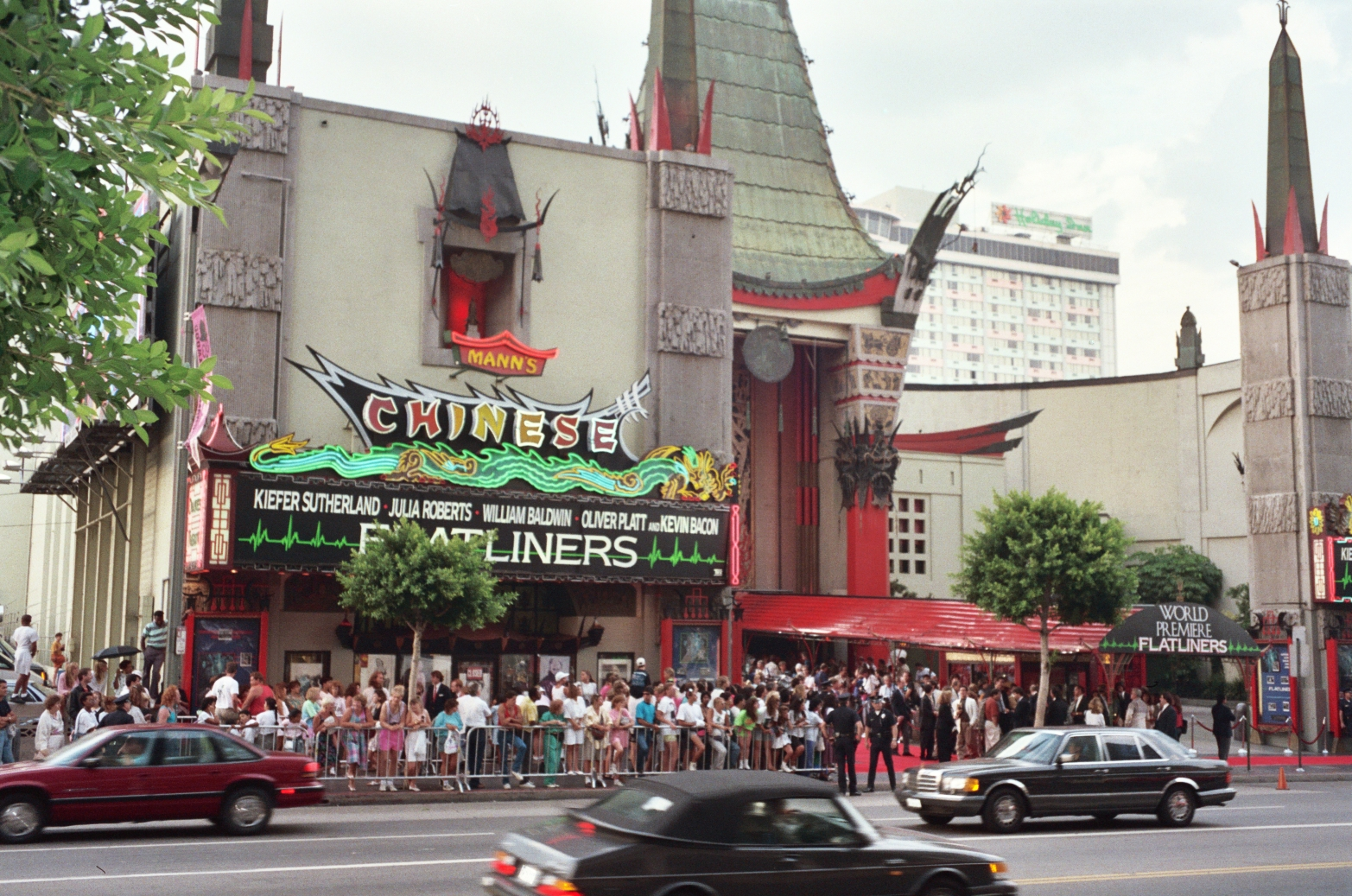
Премьера фильма «Коматозники», Китайский театр TCL, Голливуд, 1990 год

Премье́ра (фр. première — «первая») — означает «первый показ», «первое представление». Слово чаще всего применяется к театру или кино. Премьерные показы грядущих блокбастеров, долгожданных кино- или театральных картин зачастую сопровождаются большим ажиотажем в прессе.
«Мировая» премьера означает, что это самый первый в мире показ данной картины; региональная или национальная премьера означает первое представление на данной территории. На кинофестивалях часто показывают раньше, чем в кинотеатрах.